# Centre d'un grup

Taula de Cayley de Dih₄, el grup diedral d'ordre 8.
El centre és {0, 7}: la fila que comença per 7 és la transposada de la columna que comença per 7. Les entrades 7 són simètriques respecte a la diagonal principal

En àlgebra abstracta, el centre d'un grup G, denotat Z(G), és el conjunt d'elements que commuten amb tot element de G. Formalment,
{\displaystyle Z(G)=\{z\in G\mid \forall g\in G,zg=gz\}}.
El centre és un subgrup de G, que per definició és abelià (és a dir, commutatiu). Com a subgrup, sempre és normal i característic, però no sempre és completament característic. El grup quocient G / Z(G) és isomorf al grup d'automorfismes interns de G.
Un grup G és abelià si i només si Z(G) = G.

## Propietats
El centre de G és sempre un subgrup de G. En particular:
1. Z(G) conté e, l'element neutre de G, perquè eg = g = ge per a tot g ∈ G per definició de e; per tant, per definició de Z(G), es té e ∈ Z(G).
2. Si x i y pertanyen a Z(G), llavors (xy)g = x(yg) = x(gy) = (xg)y = (gx)y = g(xy) per a tot g ∈ G i, per tant, xy també pertany a Z(G). És a dir, Z(G) és tancat per l'operació de grup.
3. Si x pertany a Z(G), llavors gx = xg, i multiplicant dos cops, un per la dreta i un altre per l'esquerra per x−1, tenim x−1g = gx−1. Per tant, x−1 ∈ Z(G).

Addicionalment, el centre de G sempre és un subgrup normal de G, ja que és tancat per conjugació.

## Classes de conjugació i centralitzadors
Per definició, el centre és el conjunt dels elements pels quals la classe de conjugació de cada centralitzador és el mateix element, és a dir, ccl(g) = {g}.
El centre és també la intersecció de tots els centralitzadors de cada element de G. Com que els centralitzadors són subgrups, això demostra un altre cop que el centre és un subgrup.

## Conjugació
Considerem l'aplicació f: G → Aut(G) de G en el grup d'automorfismes de G definida per f(g) = φg, on φg és l'automorfisme de G definit per
{\displaystyle \phi _{g}(h)=ghg^{-1}}.
La funció f és un homomorfisme de grups, i el seu nucli és exactament el centre de G; la seva imatge és el grup d'automorfismes interns de G, denotat Inn(G). Pel primer teorema d'isomorfisme, tenim
{\displaystyle G/Z(G)\cong {\rm {{Inn}(G)}}}.
El conucli d'aquesta aplicació és el grup {\displaystyle \operatorname {Out} (G)} d'automorfismes externs, i aquests formen la successió exacta
{\displaystyle 1\to Z(G)\to G\to \operatorname {Aut} (G)\to \operatorname {Out} (G)\to 1}.

## Exemples
- El centre d'un grup abelià G és la totalitat de G.
- El centre del grup de Heisenberg G està format per totes les matrius de la forma {\displaystyle {\begin{pmatrix}1&0&z\\0&1&0\\0&0&1\end{pmatrix}}}
- El centre d'un grup simple no abelià és trivial.
- El centre del grup diedral Dn és trivial si n és senar. Si n és parell, el centre consisteix en l'element neutre més la rotació de 180° del polígon.
- El centre del grup dels quaternions {\displaystyle Q_{8}=\{1,-1,i,-i,j,-j,k,-k\}} és {\displaystyle \{1,-1\}}.
- El centre del grup simètric Sn és trivial per a n ≥ 3.
- El centre del grup alternant An és trivial per a n ≥ 4.
- El centre del grup lineal general {\displaystyle \mathrm {GL} _{n}(F)} és el conjunt de matrius escalars {\displaystyle \{sI_{n}\mid s\in F\setminus \{0\}\}}.
- El centre del grup ortogonal {\displaystyle O(n,F)} és {\displaystyle \{I_{n},-I_{n}\}}.
- El centre del grup multiplicatiu dels quaternions no nuls és el grup multiplicatiu dels nombres reals tret del zero.
- Utilitzant l'equació de classes es pot demostrar que el centre de qualsevol p-grup finit no trivial és no trivial.
- Si el grup quocient {\displaystyle G/Z(G)} és cíclic, llavors G és abelià (d'on G = Z(G), i {\displaystyle G/Z(G)} és trivial).
- El grup quocient {\displaystyle G/Z(G)} no és isomorf al grup dels quaternions {\displaystyle Q_{8}}.

## Centres superiors
Prenent successivament els quocients pel centre d'un grup, es pot obtenir una successió de grups anomenada sèrie central ascendent:
{\displaystyle G_{0}=G{\ }\to {\ }G_{1}=G_{0}/Z(G_{0}){\ }\to {\ }G_{2}=G_{1}/Z(G_{1}){\ }\to {\ }\cdots }
El nucli del morfisme {\displaystyle G_{i-1}\to G_{i}} és l'i-sim centre de G, i es denota per {\displaystyle Z^{i}(G)}. En concret, l'{\displaystyle (i+1)}-sim centre està format pels elements que commuten amb tots els elements llevat d'un element de l'i-sim centre. Amb aquesta definició, hom pot definir el 0-sim centre d'un grup com el subgrup identitat. Es pot continuar aquesta definició fins als ordinals transfinits per inducció transfinita; la unió de tots els centres superiors s'anomena hipercentre.
La cadena ascendent de subgrups
{\displaystyle 1\leq Z(G)\leq Z^{2}(G)\leq \cdots }
estabilitza a i (equivalentment, {\displaystyle Z^{i}(G)=Z^{i+1}(G)}) si i només si {\displaystyle G_{i}} no té centre.

### Exemples
- Per a un grup sense centre, tots els centres superiors són zero, que és el cas d'estabilització {\displaystyle Z^{0}(G)=Z^{1}(G)}.
- Pel lema de Grün, el quocient d'un grup perfecte pel seu centre és un subgrup sense centre, de tal manera que tots els centres superiors són iguals al centre. Aquest és un cas d'estabilització on {\displaystyle Z^{1}(G)=Z^{2}(G)}.